# Cesare Paoli

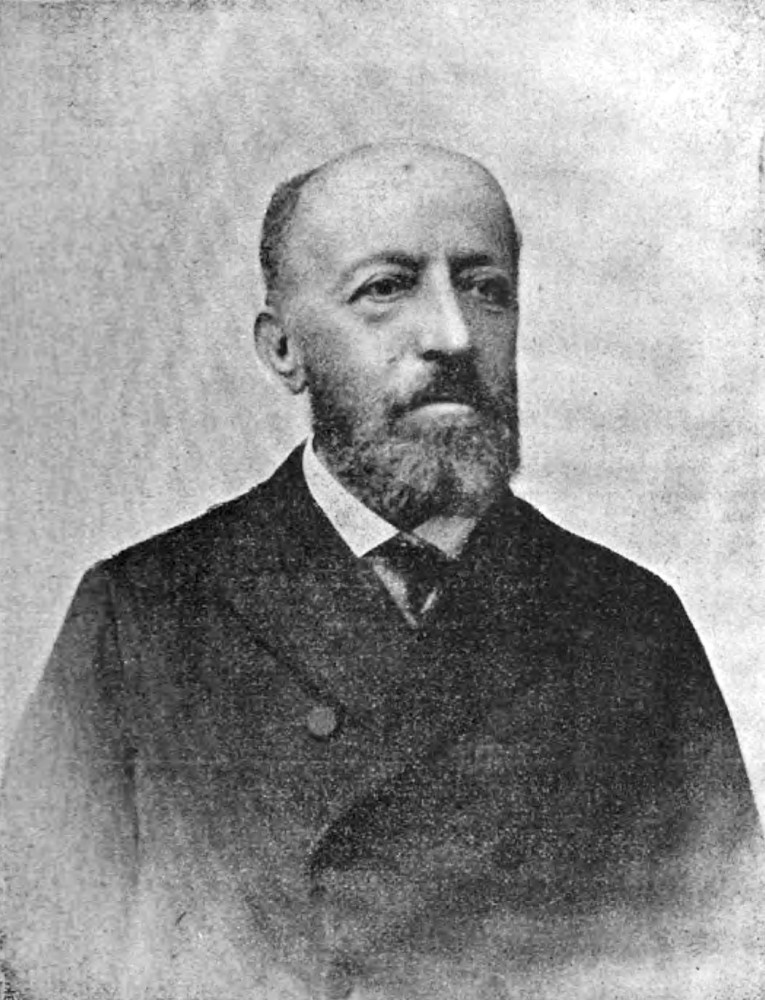
Cesare Paoli

Cesare Paoli (* 10. November 1840 in Florenz; † 20. Januar 1902 ebenda) war ein italienischer Historiker und Paläograph.

## Leben
Cesare Paoli war das älteste von neun Kindern des italienischen Senators Baldassare Paoli und der Antonietta Bruchi. Er studierte in Florenz und trat 1859 in den Archivdienst. 1865 wurde er Archivar in Siena, 1871 in Florenz und 1874 erster Professor für lateinische Paläographie und Diplomatik am ebendortigen Istituto di Studi Superiori, wo er sich mit der Interpretation von Handschriften befasste. 
Außer zahlreichen Abhandlungen über die Geschichte von Florenz und über einzelne Fragen aus seinem Lehrgebiet schrieb er namentlich Programma scolastico di paleografia latina e di diplomatica (1. Auflage 1883; 2. vermehrte Auflage, 3 Bde., Florenz 1888–98; deutsch von Karl Lohmeyer, Innsbruck 1889–99). Zusammen mit Girolamo Vitelli veröffentlichte er von 1884 bis 1898 die Collezione fiorentina di facsimili paleografici greci e latini. Seit 1887 redigierte er das Archivio Storico Italiano, für das er viele Artikel beisteuerte. In dessen 29. Band von 1902 befindet sich eine Bibliographie Paolis.